# Гильом I де Монпелье
Гильом (Гильем) I (окс. Guilhem Ier de Montpellier; ок. 970 — 1025) — сеньор Монпелье с 985 года.

## Биография
В третьей четверти X века две знатные дамы, сёстры Святого Фулькрана (епископа Лодева), передали Магелонской епархии расположенные рядом селения Монпелье и Монпеллере с прилегающей территорией (их сюзеренами были графы Мельгёйля).
Около 975 года епископ Магелона Рикен II (960—998) с согласия графа Бернара II отдал эти земли в ленное владение некоему Ги. Считается, что он был близким родственником упомянутых сестёр или мужем одной из них. Имя и происхождение его жены известны: Энгельрада — внучка Бернара I де Мельгёйля. Значит, она и могла являться одной из сестёр-дарительниц.
После смерти Ги сеньором Монпелье стал Гийлем I — его старший сын. Этот лен утвердили за ним граф Мельгёйля Бернар II с женой Сенегундой («Bernardus comes et uxor mea Senegundis») в хартии от 26 ноября 985 года.
Некоторые средневековые историки считают, что Ги и Гийлем I — один и тот же человек. Но с точки зрения хронологии это маловероятно.
Гильом I считается основателем города Монпелье (Monspestularius). Он умер не позднее 1025 года, и детей не оставил. Ему наследовал племянник — Гильом II.